# えひめ森林公園

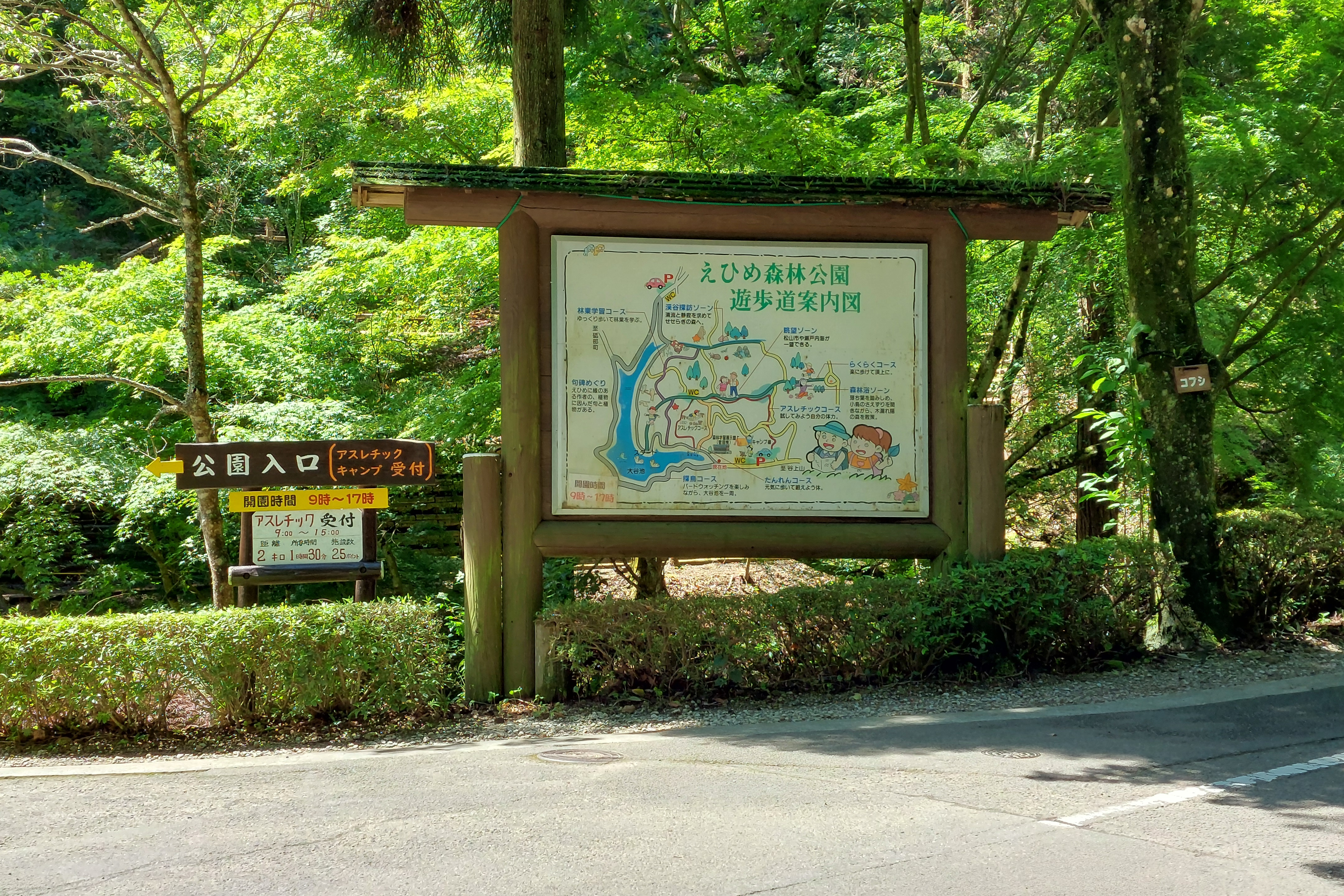
えひめ森林公園入口

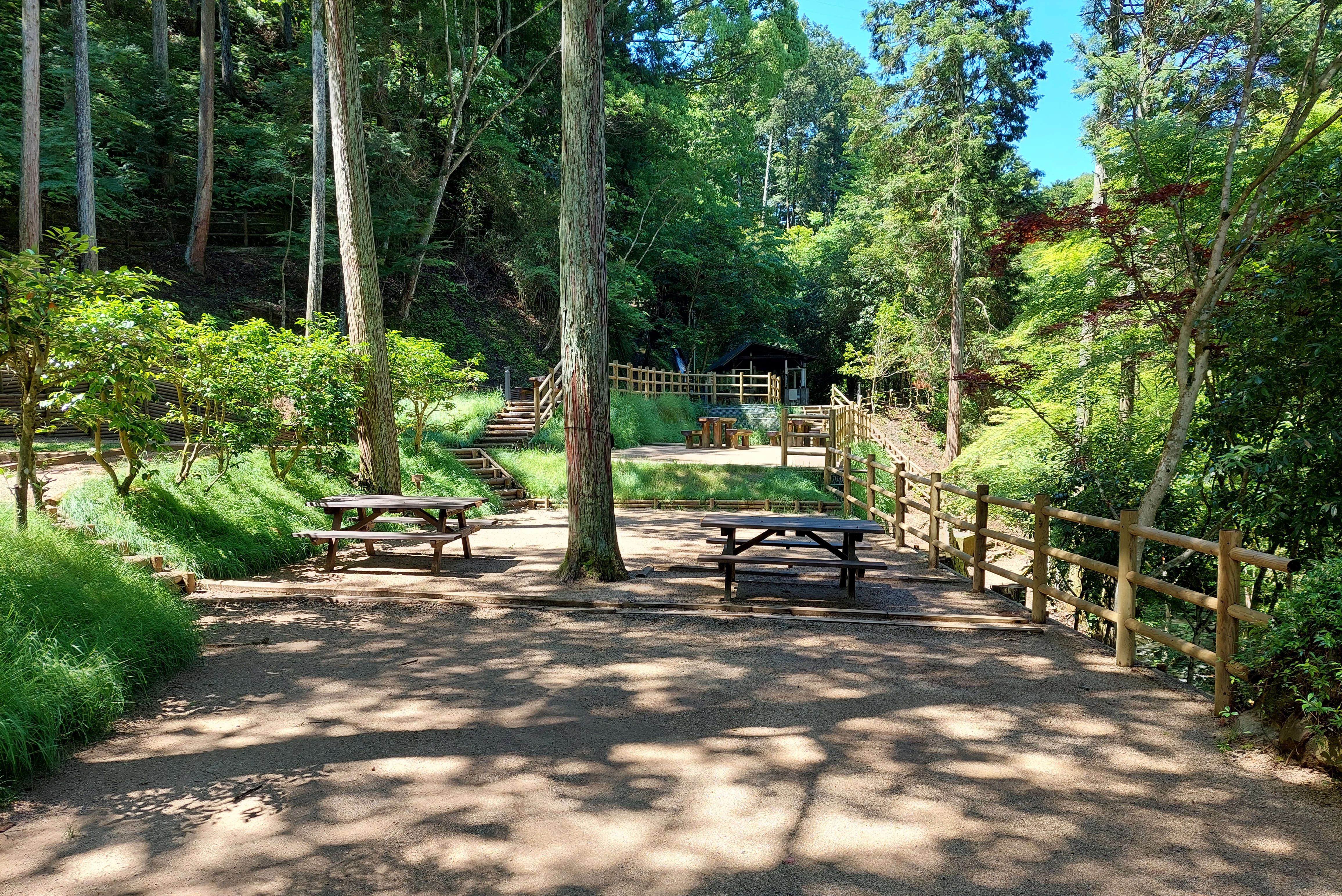
キャンプ場

えひめ森林公園（えひめしんりんこうえん）は愛媛県伊予市にある森林公園である。

## 概要
- 皿ヶ嶺連峰県立自然公園内にあり、愛媛県が1981年から1985年までの5カ年計画で1984年に開園した[要追加記述][1]。周辺には谷上山公園、大谷池がある。
- フィールドアスレチック、キャンプ場、散策道、野鳥観察小屋、森林学習展示館があり、6つのコース（らくらく・たんれん・眺望・アスレチック・探鳥・林業学習）、2つのゾーン（森林浴・渓谷探訪）、自然観察道、俳句や短歌の40の句碑所在地がある。[2]
- 20の大木・古木がある[3]。